# The Fatal Leap
The Fatal Leap è un cortometraggio muto del 1906 diretto e interpretato da Lewin Fitzhamon.

## Trama
Inseguito, un bandito a cavallo sprona l'animale che però non riesce a saltare una cancellata.

## Produzione
Il film fu prodotto dalla Hepworth.

## Distribuzione
Distribuito dalla Hepworth, il film - un breve cortometraggio di poco più di settanta metri - uscì nelle sale cinematografiche britanniche nel settembre 1906.
Si conoscono pochi dati del film che, prodotto dalla Hepworth, fu distrutto nel 1924 dallo stesso produttore, Cecil M. Hepworth. Fallito, in gravissime difficoltà finanziarie, il produttore pensò in questo modo di poter almeno recuperare il nitrato d'argento della pellicola.